# کانون وکلای دیوان عالی کشور (هند)
کانون وکلای هند (SCBA) یک کانون وکلا متشکل از وکلای از دیوان عالی هند است. رئیس فعلی انجمن و آشوک آروا است. 

## روسای سابق
- آشوک کومار سن
- کاپیل سیبال
- رام جتمالانی
- پاوانی پارامسوارا رائو
- MN کریشنامانی